# 北海道道42号八雲北檜山線
北海道道42号八雲北檜山線（ほっかいどうどう42ごう やくもきたひやません）は、北海道二海郡八雲町から久遠郡せたな町に至る主要地方道（北海道道）である。

## 概要

### 路線データ

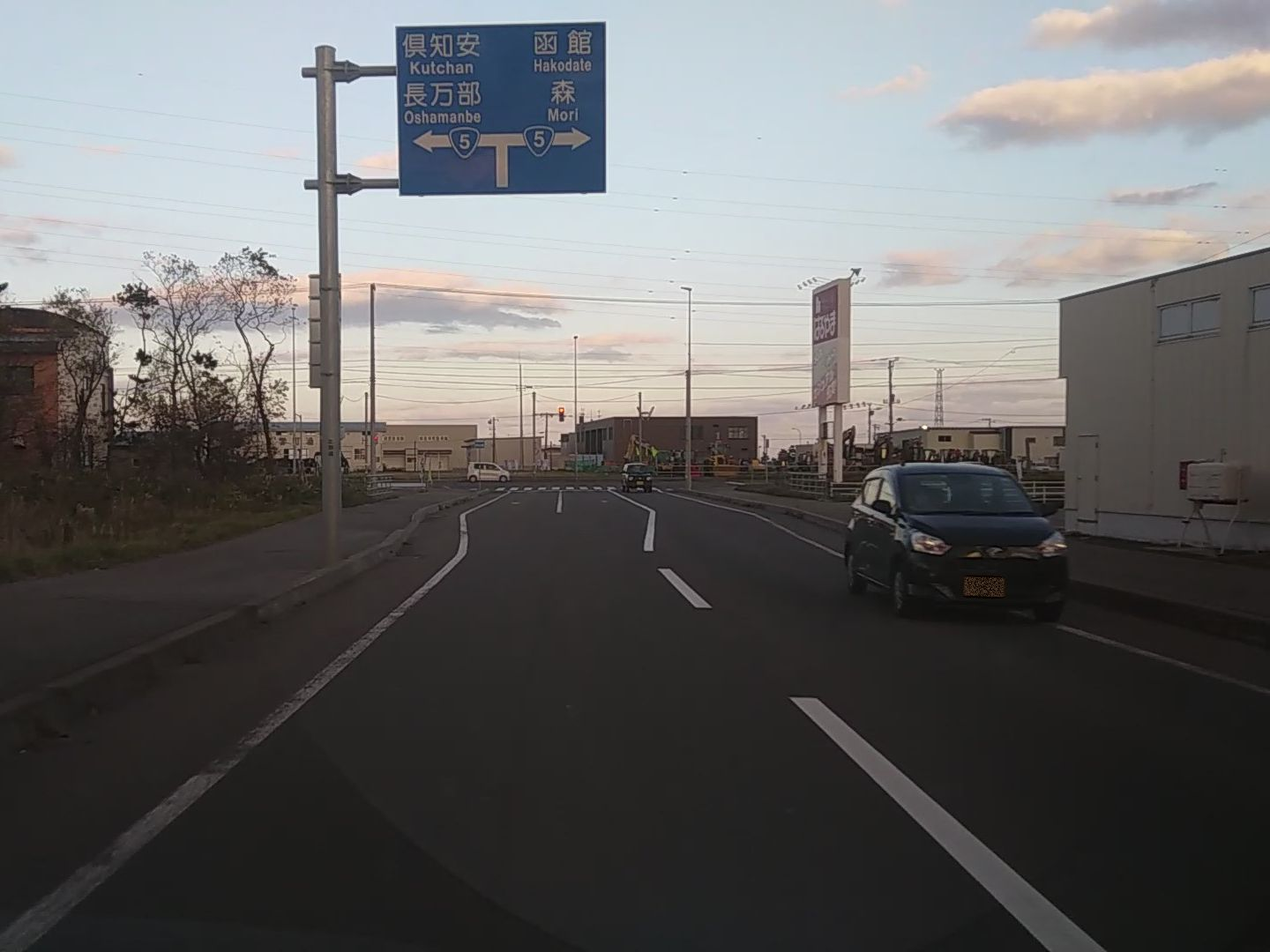
起点（国道5号交点）（終点側から 2018年11月）

- 起点：北海道二海郡八雲町内浦町（国道5号交点）
- 終点：北海道久遠郡せたな町北檜山区二俣（国道229号交点）
- 総延長：40.436 km[1]
- 実延長：40.360 km[1]
- 重用延長：0.076 km[1]

## 歴史
- 1957年（昭和32年）3月30日 - 175号として路線認定[2]。
  - 当初の起点は八雲町上八雲の北海道道263号八雲今金線交点であった。
- 1991年（平成3年）12月10日 - 起点を八雲町本町の北海道道1029号花浦内浦線交点に変更[3][4]。
  - この後さらに起点を八雲町内浦の国道5号交点に変更（花浦内浦線と重複）。
  - また花浦内浦線から八雲町栄町までの区間が現ルート（出雲通）へ変更となり、旧道（住初通）は八雲町道本町八高通線に指定替えされている。
- 1993年（平成5年）5月11日 - 建設省から、道道八雲北檜山線が八雲北檜山線として主要地方道に指定される[5]。
- 1994年（平成6年）10月1日 - 路線番号を42号に変更[6]。
- 2014年（平成26年）3月13日 - 国道5号から函館本線を跨線橋（東雲相生跨線橋）で越えて八雲市街を結ぶ別線区間が開通[7]。

## 路線状況

### 道路施設

#### 主な橋梁

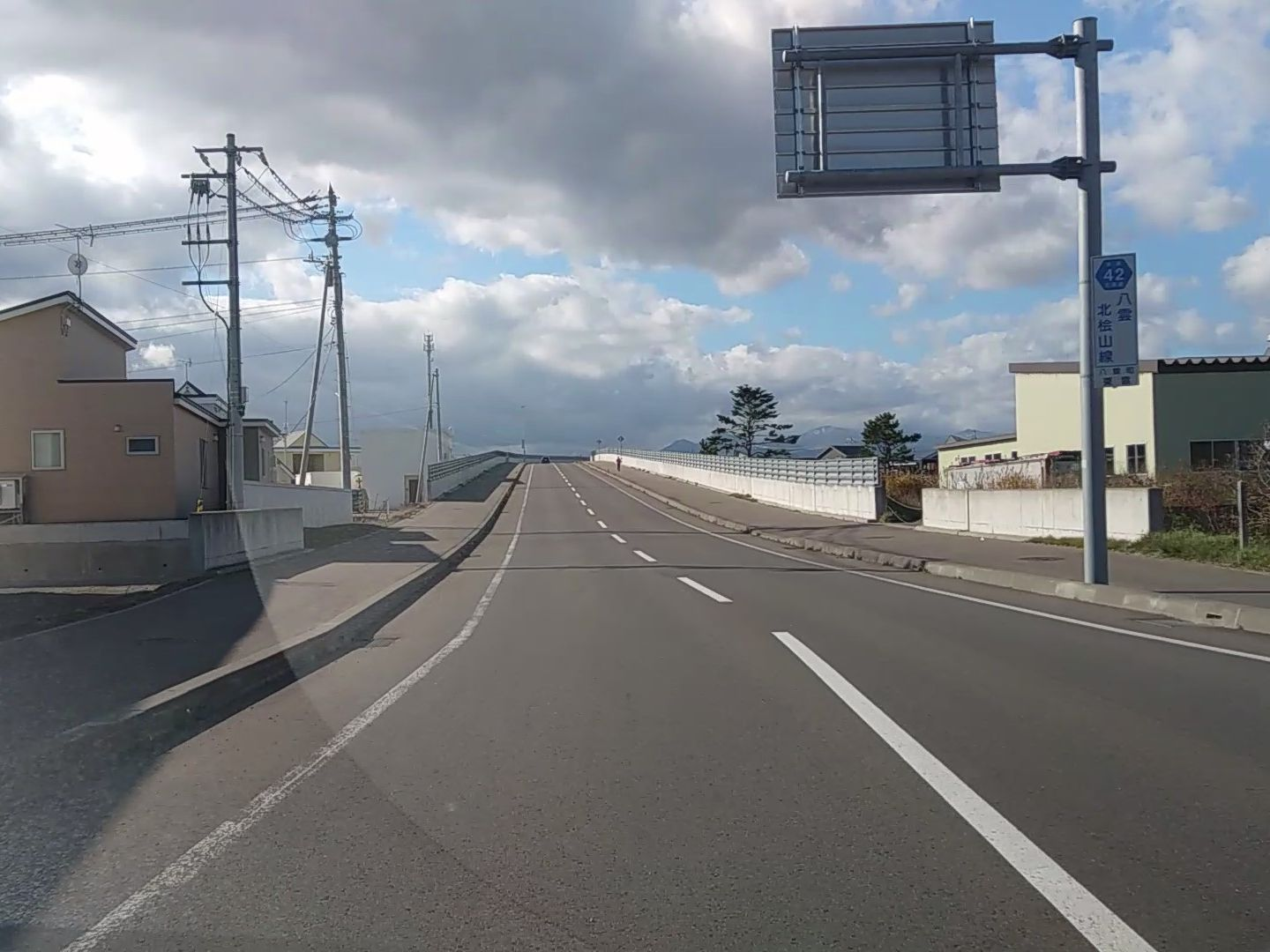
東雲相生跨線橋（2018年11月）

- 東雲相生跨線橋（335 m、函館本線、八雲町）
- 砂蘭部橋（90 m、砂蘭部川、八雲町）
- 鉛川橋（44 m、鉛川、八雲町）
- ペンケルペシュペ橋（62 m、ペンケルペシュペ川、八雲町）
- セイヨウベツ橋（90 m、遊楽部川、八雲町）
- 第２号橋（20 m、遊楽部川、八雲町）
- 慫雲橋（165 m、なし、せたな町）[8]
- 暁橋（43 m、太櫓川、せたな町）
- 村雲橋（48 m、太櫓川、せたな町）
- 富里橋（28 m、太櫓川、せたな町）

## 地理

### 通過する自治体
- 渡島総合振興局
  - 二海郡八雲町
- 檜山振興局
  - 久遠郡せたな町

### 交差する道路
八雲町
- 国道5号 - 内浦町（起点）
- 北海道道1181号新八雲停車場線 - 春日
- 国道277号 - 鉛川
- 北海道道263号八雲今金線 - 上八雲

せたな町
- 国道229号 - 北檜山区二俣（終点）

### 沿線にある施設など
八雲町
- 八雲町立図書館
- 函館地方法務局八雲支局
- 八雲宮園郵便局
- 国立病院機構八雲病院
- 八雲チーズ工房